# هنري ويس (كاهن)

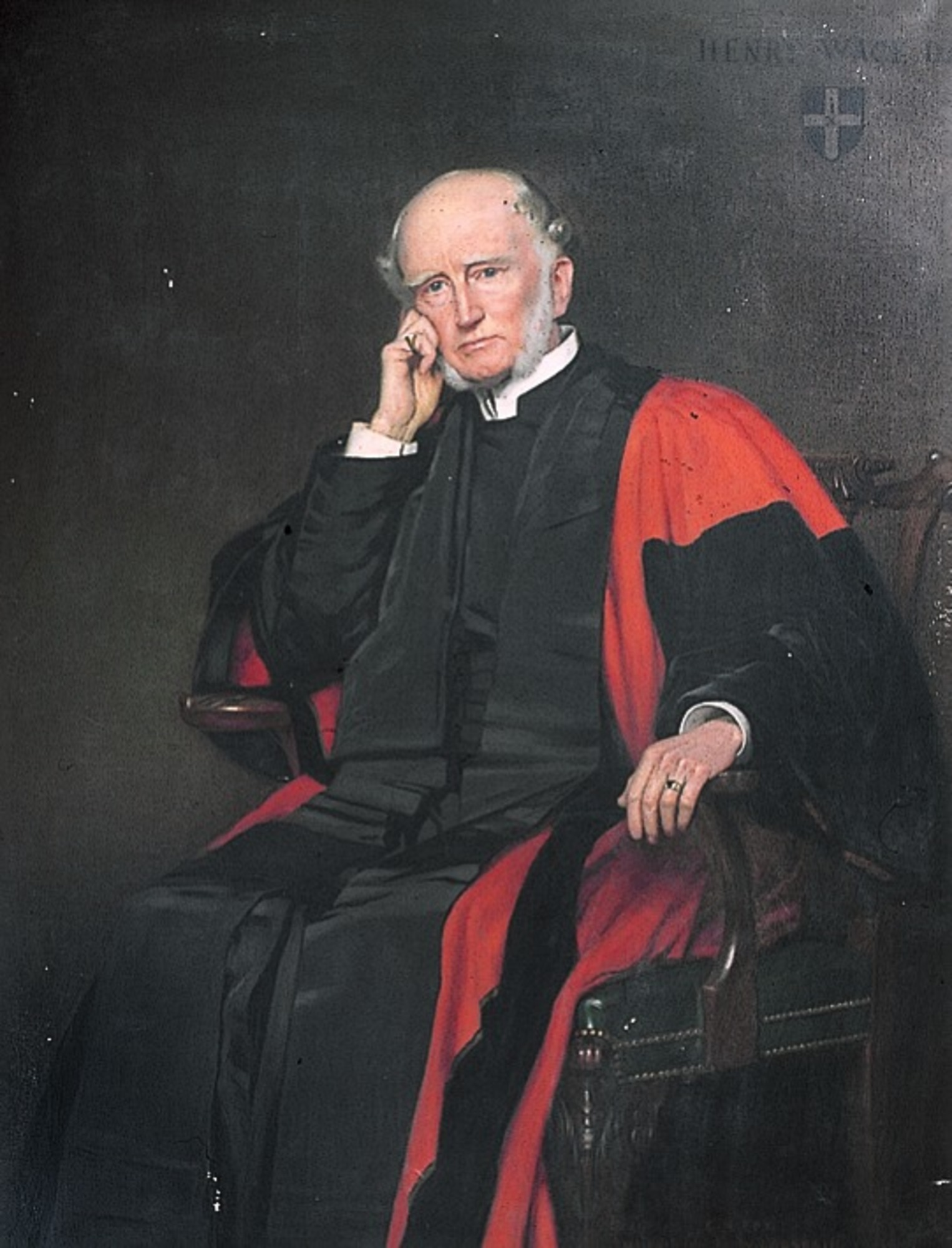
هنري ويس

هنري ويس (10 ديسمبر 1836 - 9 يناير 1924) كان مدير كلية الملك في لندن (1883-1897) وعميد كانتربري (1903-1924). وهو موصوف في قاموس السيرة الوطنية باسم «مدير مؤثر، ورجل الكنيسة البروتستانتية من المنح الدراسية العميقة، وبطل شجاع في الإصلاح».

## التعليم
تلقى ويس تعليمه في كلية مارلبوروغ، مدرسة الرجبي، كلية الملك في لندن، وكلية براسينوس، أكسفورد (بكالوريوس الآداب والفلسفة والرياضيات، زميل فخري 1911).

## مهن مبكرة
اتخذ رتب كهنوتية وخدم الملوك في سانت لوقا، بيرويك ستريت (1861-63)، سانت جيمس، بيكاديلي (1863-69)، و غروسفينور تشابل (1870-72). انتقل إلى جمعية لنكولن، حيث خدم لأول مرة كقسيس (1882-1880)، وبعد ذلك داعية (1880-96). كما كان قسيس
من نزل المتطوعين (1880-1908) ومحاضر واربورتون لعام 1896.

## مهن لاحقة
في عام 1875، أصبح أستاذا للتاريخ الكنسي في كلية الملك في لندن، وشغل منصب المدير (1883-97). وكان رئيس جامعة سانت مايكل، كورنهيل 1896-1903 وعميد كانتربري من 1903 حتى وفاته في عام 1924. دفن في فناء الدير الكبير للكاتدرائية.

## كتابات
وقد كتب وساهم في تحرير العديد من المنشورات في التاريخ المسيحي والكنسي. عمله الأكثر شهرة وأوسع تطبيق هو قاموس السيرة الذاتية والأدب المسيحي إلى نهاية القرن السادس، مع حساب من الطوائف الرئيسية، كتبت بالتعاون مع وليام سميث.
من 1902 إلى 1905 كان محرر لدى مجلة تشورشمان الأكاديمية الإنجيلية.

## الإنجازات الأخرى
وألقى محاضرات بويل في 1874 و 1875 ومحاضرات بامبتون في جامعة أكسفورد في عام 1879. وكان الداعية المحدد في أكسفورد في أعوام 1880 إلي 1881 و1907 وفي كامبردج في 1876، 1891، 1903، و 1910.
وقد عين كاتب كاتدرائية القديس بولس في عام 1881 وحصل على الحرية الفخرية لمدينة كانتربري في عام 1921. في عام 1922 لعب دورا هاما في تأسيس جمعية الكتاب المقدس في الكنيسة التبشيرية وكان نائب رئيسها من عام 1923 حتى وفاته في 9 يناير 1924 في حادث مرور على الطريق.